# Wimmeria cyclocarpa
Wimmeria cyclocarpa là một loài thực vật có hoa trong họ Dây gối. Loài này được Radlk. ex Donn.Sm. miêu tả khoa học đầu tiên năm 1893.